# 驚天營救2
《驚天營救2》（英語：Extraction 2）是一部2023年美國動作驚悚片，由山姆·哈格雷夫執導，喬·羅素編劇，改編自安帝·帕克斯、喬·羅素、安東尼·羅素、費爾南多·萊昂·岡薩雷斯（Fernando León González）和艾瑞克·斯基爾曼（Eric Skillman）的圖像小說《都市》（Ciudad）。該片為2020年電影《驚天營救》的續集，克里斯·漢斯沃和格什菲·法拉哈尼回歸主演；托尼克·戈格里奇亞尼、歐嘉·柯瑞蘭寇、丹尼爾·柏哈茲、蒂娜婷·達拉奇施薇莉和伊德瑞斯·艾尔巴加入演出陣容；劇情講述從事黑色行動的僱傭兵泰勒·雷克（Tyler Rake）在上次的危機倖存後，接下了另一項高風險任務——從一座監獄中解救幾名格鲁吉亚黑幫的家人。
《驚天營救2》2023年6月16日在Netflix上線。

## 劇情
泰勒·雷克從上次的任務中倖存後從僱傭兵工作中退休，搬到了奧地利的一間小屋，但一名陌生人前來拜訪。對方要求從格魯吉亞的特卡其里（Tkachiri）監獄中救出遭黑幫丈夫大衛·雷迪亞尼監禁的凱蒂文及其兩個孩子，凱蒂文是泰勒前妻蜜雅的妹妹。原本還在養傷的泰勒恢復狀態後招募妮可和亞茲加入他的行列，共同潛入監獄。他們試圖在不驚動熟睡大衛的情況下救走凱蒂文三人，但發現此事的大衛讓其他囚犯引發暴動；泰勒等人奮力逃脫，但大衛挺身與泰勒對決，直到大衛被對方殺死。
囚犯蜂擁而至，泰勒小隊殺出一條血路，搭上準備好的貨運列車撤離，過程中不斷遭到襲擊。小隊成功搭飛機逃往他們在維也納的安全屋。然而，大衛和凱蒂文的青少年兒子山卓崇拜著父親，在發現泰勒殺了父親後私下聯繫叔叔兼大衛的哥哥祖拉布，令怒火中燒的祖拉布帶著大批人馬到安全屋，用強大的火力將泰勒等人困在大樓中，甚至清除當地警察和特警隊。在雙方激烈交火及一片混亂中，山卓脫隊去找祖拉布。泰勒和其他人最終乘坐祖拉布的一架直升機逃跑，但亞茲被祖拉布槍殺。泰勒等人回到奧地利小屋，並讓自己、凱蒂文與蜜雅重逢。
泰勒為在他們的兒子死於癌症之前離開執行任務向蜜雅道歉。祖拉布聯繫泰勒，要他到附近一座機場會面，並將山卓當成人質。泰勒隻身襲擊機場，在附近的教堂找到祖拉布和山卓，但對方用身穿炸彈背心的山卓逼泰勒投降，接著要求山卓朝泰勒開槍。妮可自行前來干涉，導致自己受傷並讓山卓脫身，泰勒在與祖拉布的對決中殺死了對方。妮可受了重傷並在警察湧入教堂時失去知覺。之後，泰勒和妮可遭監禁，蜜雅前來探監時表示凱蒂文和女兒妮娜、山卓加入證人保護計劃，並願意供出雷迪亞尼兄弟幫派的一切訊息，但資金都已被凍結；對此，泰勒自願將家裡的100萬美元現金交給凱蒂文一家。蜜雅告訴泰勒，他們的兒子其實想像父親一樣勇敢。泰勒與蜜雅告別後被送出監獄去見中介陌生人，對方提議招募他為自己的老闆辦事，同時也帶來了泰勒最信任的妮可。

## 演員
- 克里斯·漢斯沃飾演泰勒·雷克（Tyler Rake）：黑色行動僱傭兵，前澳洲空降特勤團成員[1]。
- 格什菲·法拉哈尼飾演妮可·可汗（Nik Khan）：僱傭兵首領，泰勒的拍檔[1]。
- 亞當·貝薩（英语：Adam Bessa）飾演亞茲·可汗（Yaz Khan）：僱傭兵，妮可的弟弟[1]。
- 托尼克·戈格里奇亞尼飾演祖拉布·雷迪亞尼（Zurab Radiani）：與弟弟大衛同為惡名昭彰的大毒梟，擁有能操控著整個格魯吉亞的勢力，視組織成員為弟兄[1]。
- 托爾尼克·比齊亞瓦（Tornike Bziava）飾演大衛·雷迪亞尼（Davit Radiani）：與哥哥祖拉布同為惡名昭彰的大毒梟，多年前因殺害美國緝毒局探員而在美方施壓下被捕入獄[2]。
- 蒂娜婷·達拉奇施薇莉飾演凱蒂文·雷迪亞尼（Ketevan Radiani）：蜜雅的妹妹，大衛的妻子，長期被其丈夫操控和禁錮[3]。
- 安德羅·賈法里茲（Andro Jafaridze）飾演山卓·雷迪亞尼（Sandro Radiani）：大衛和凱蒂文的兒子[1]。
- 米利暗和瑪爾塔·科夫齊亞甚維利（Miriam and Marta Kovziashvili）飾演妮娜·雷迪亞尼（Nina Radiani）：大衛和凱蒂文的女兒[1]。
- 達多·巴克塔茲（Dato Bakhtadze）飾演阿夫坦迪爾（Avtandil）：雷迪亞尼兄弟的叔叔兼親信，在他們的父親死後將二人撫育成人[2]。
- 丹尼爾·柏哈茲飾演康士坦丁（Konstantine）：雷迪亞尼兄弟的親信[3]。
- 歐嘉·柯瑞蘭寇飾演蜜雅（Mia）：泰勒的前妻[1]。

此外，伊拉克利·克维里卡德泽、萊萬·薩金納什維利和喬治·拉夏（George Lasha）分別飾演雷迪亞尼兄弟的手下懷恩（Ivayne）、瓦赫坦（Vakhtang）和瑟果（Sergo）。伊德瑞斯·艾尔巴客串飾演神秘的僱傭兵中介人奧柯特（Alcott），他在片中未透露名字；導演山姆·哈格雷夫亦客串飾演一名格魯吉亞掘墓人。

## 製作

### 發展
2020年5月，喬·羅素確認將會為《驚天營救》續集編寫劇本，而導演哈格雷夫和主演漢斯沃則透露有意回歸。2020年12月，羅素兄弟指他們正計劃拍攝包括本片在內的一系列電影，除了探討部份《驚天營救》角色的故事外，亦會構建發生在同一架空世界的電影宇宙。2021年1月，據稱羅素兄弟正在蘭迪普·弘達的角色薩尤開發前傳電影。

### 拍攝
《驚天營救2》於2021年12月4日在捷克布拉格正式開始主體拍攝工作。本片原定於9月開始在澳洲悉尼拍攝，但因為2019冠状病毒病疫情而將拍攝地點改為布拉格。 2021年11月29日，哈格雷夫宣佈主體拍攝已在布拉格展開，而漢斯沃在12月4日開始拍攝他的戲份。劇組隨後在2022年1月28日移師到奧地利維也納取景，並在2月14日完成拍攝，部份場景在DC塔附近的多瑙城地區拍攝。電影於同年4月6日煞科。這部電影使用阿萊ALEXA Mini LF攝影機拍攝的，採用了與第一部電影相同的一鏡到底策略。
劇組於2022年11月在布拉格補拍部份場景。

## 發行
2021年9月，Netflix推出了《驚天營救2》的前導預告，並揭示漢斯沃將會回歸飾演男主角泰勒·雷克。《驚天營救2》由Netflix於2023年6月16日發布。

## 評價
在評論聚合網站的爛番茄上的84條評論中有75%是正面的，平均評分為6.5/10。該網站的共識是：「比前作更宏大、更大膽，在某些方面甚至更好《驚天營救2》是一部完美的誇張動作驚悚片。」Metacritic基於29條評論，評分為57分（滿分100分），表示「評論不一或一般」。
《帝國雜誌》的海倫·奧哈拉為這部電影評價4星（滿分5星），並寫了贊賀詞：「幾段擴展的動作編排也許太多變得無趣，所幸山姆·哈格雷夫將其拉回來，並添加了一些機智的修飾，並又一次使用耙子作為致命武器，這肯定是故意向托爾致意的笑點。」《印度快報》寫道：「《驚天營救2》相對克制的最終決戰不禁讓人覺得有點虎頭蛇尾。」IGN的評論家馬特·多納托（Matt Donato）認為：「其中一些畫面在搖搖欲墜的攝影機中丟失（沒被拍到），一些效果鏡頭也有問題，但值得慶幸的是，重要的事情都做對了。」《印度快報》的戈皮納特·拉詹德蘭（Gopinath Rajendran）認為「該系列獨有的精彩動作場景幾乎彌補了《驚天營救2》的所有缺陷，喜歡第一部電影中12分鐘的長鏡頭動作場景嗎？續集有21分鐘的同類場景。」《衛報》的彼得·布拉德肖將這部電影評為1星（滿分5星），並表示「第一部的《驚天營救》足夠有趣，但這個新續集的只是利用觀眾情感的榨錢罷了。」

## 續集
2023年6月，在Netflix年度Tudum節上，宣布《驚天營救3》正在開發中。Netflix表示，《驚天營救》已成系列作，漢斯沃和哈格雷夫都將回歸參與製作。

## 外部連結
- 在Netflix上觀看《驚天營救2》
- 互联网电影数据库（IMDb）上《驚天營救2》的资料（英文）
- 爛番茄上《驚天營救2》的資料（英文）
- Metacritic上《驚天營救2》的資料（英文）